# Gesetz über die vorläufige Reichsgewalt
Das Gesetz über die vorläufige Reichsgewalt vom 10. Februar 1919 (RGBl. S. 169) regelte die Regierungsgewalt in der Übergangsphase vom Deutschen Kaiserreich zur Weimarer Republik. Am 14. August 1919 wurde es von der Weimarer Verfassung außer Kraft gesetzt (Art. 178 Satz 1 WRV).
Am 9. November 1918 hatte der letzte kaiserliche Reichskanzler, Max von Baden, die Kanzlerschaft dem SPD-Vorsitzenden Friedrich Ebert übergeben. Dies war nicht verfassungsgemäß, aber Ebert galt als Garant für eine friedliche Entwicklung bis zur Neuordnung des Staates. Am 10. November 1918 trat eine revolutionäre Regierung unter der Bezeichnung Rat der Volksbeauftragten an, mit Ebert und dem USPD-Politiker Hugo Haase als Vorsitzenden.

Schaubild zur Situation nach dem Reichsgesetz

Die Weimarer Nationalversammlung war am 19. Januar 1919 gewählt worden und trat am 6. Februar in Weimar zusammen. Das am 10. Februar 1919 angenommene Gesetz über die vorläufige Reichsgewalt stammt vom liberalen Innenminister Hugo Preuß.
Im ersten Paragraph des Gesetzes heißt es, dass die Nationalversammlung eine Verfassung und „sonstige dringende“ Reichsgesetze beschließen soll. Sie fungierte also vorerst als Parlament. Zur Vertretung der Länder diente ein Staatenausschuss als Ersatz für den späteren Reichsrat.
Die „Geschäfte des Reichs“ führte § 6 zufolge ein Reichspräsident. Seine Funktion erinnert an die des Kaisers zuvor, allerdings mit den Einschränkungen, die bereits im Oktober 1918 an der damaligen Verfassung vorgenommen worden waren. Zum Beispiel seien Krieg und Frieden durch Reichsgesetz zu beschließen, nicht, wie zuvor, vom Staatsoberhaupt. Die vom Reichspräsidenten eingesetzten Minister (das „Reichsministerium“, § 8) bedurften des Vertrauens der Nationalversammlung.
Das Gesetz nahm die spätere Verfassungsordnung zu großen Teilen vorweg. Auf seiner Grundlage wurde Ebert am 11. Februar 1919 von der Nationalversammlung zum Reichspräsidenten bestimmt. Ebert setzte daraufhin das Kabinett Scheidemann mit Philipp Scheidemann als „Reichsministerpräsidenten“ ein. Ein neuer Reichstag wurde im Juni 1920 gewählt.